# Musique de Détroit

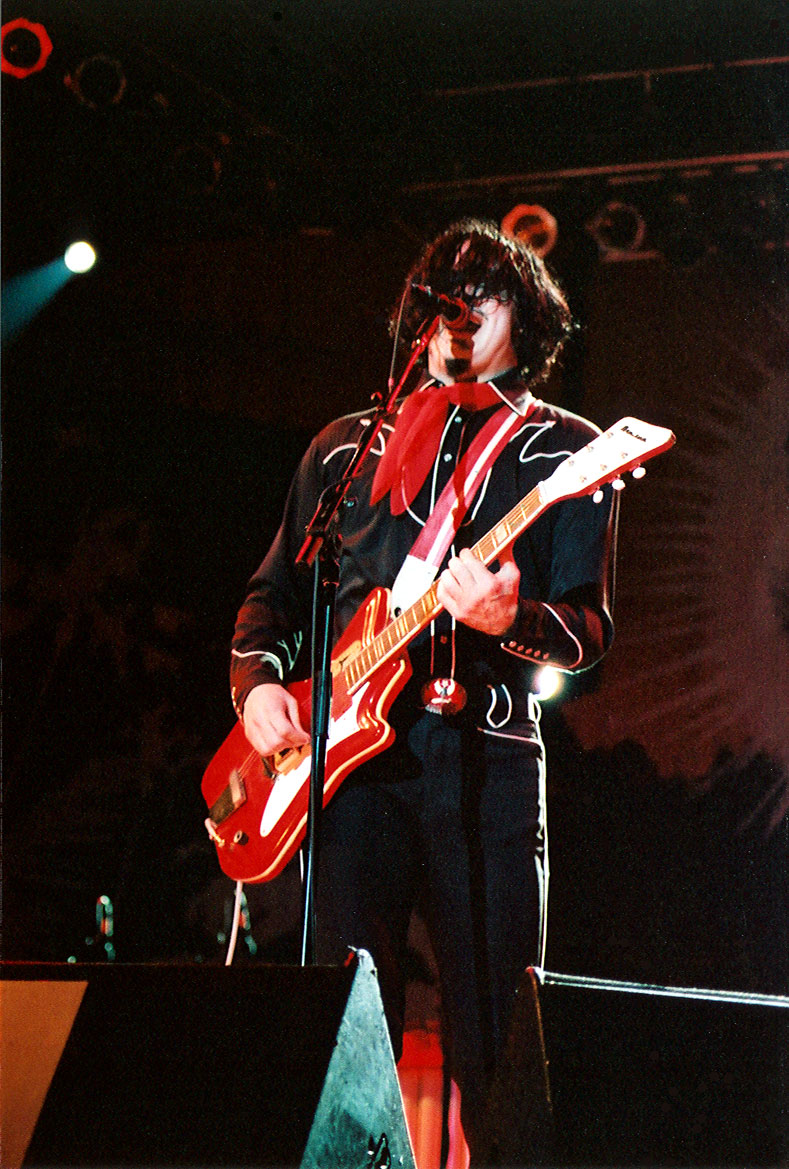
Jack White, leader des White Stripes et ambassadeur du rock de Détroit.

La ville de Détroit, dans l'État du Michigan, est réputée pour son patrimoine musical dans divers styles musicaux tels que Gospel, Jazz, Rhythm and blues, Soul, Rap et différents courants de Rock. Des artistes mondialement connus tels que Eminem, Diana Ross, Stevie Wonder et Alice Cooper sont originaires de la ville, ou de son aire métropolitaine. Eu égard à la taille relativement modeste de Détroit et de sa population en comparaison d'autres villes américaines telles que New York, Los Angeles et Chicago, la ville a produit un nombre remarquable de groupes et de chanteurs connus.

## Motown
Basé à Détroit et spécialisé dans la soul et le rhythm and blues, le label discographique Motown Records a révélé et produit dans les années 1960 et au début des années 1970 des vedettes mondiales de première classe telles que Stevie Wonder, Diana Ross & The Supremes, Marvin Gaye, Smokey Robinson, the Temptations et the Four Tops.

## Détroit, ville de rock
Connue pour ses groupes de rock « garage » comme les Stooges d'Iggy Pop, MC5 et The Frost apparus à la fin des années 1960, la scène rock de Détroit a pris dans les années 1970 un tournant plus hard rock avec des groupes et des artistes tels que Alice Cooper, Ted Nugent ou Grand Funk Railroad. À cette époque Kiss, avec la chanson Detroit Rock City et David Bowie, avec Panic in Detroit ont rendu hommage à la ville et à son public. Dans les années 1990, l'émergence des White Stripes (et des autres groupes de son leader Jack White), des Dirtbombs et des Von Bondies a permis à la ville de perpétuer son nom de Rock city. Édité à Détroit de 1969 à 1988, le magazine Creem fait partie intégrante de cette histoire rock.
Dans les années 1980 et 1990, Détroit était une place forte du punk hardcore aux États-Unis. Entre 1980 et 1981, un style nouveau communément appelé « Hardcore Midwest » s'était répandu dans les états du nord et Détroit constituait l'un des plus importants centres régionaux liés à ce sous-genre.
Le punk hardcore trouve en Détroit et sa région métropolitaine un lieu idéal pour s'épanouir. La musique rock produite dans cette ville avait toujours entretenu un son plus puissant, plus lourd et plus agressif que dans le reste du pays. Dans les années 1960, alors que d'autres métropoles se contentaient de singer la tendance « flower power », des artistes de Détroit tels que les Stooges attiraient les foules et contribuaient de la sorte au développement du punk rock. L'état de décrépitude de la ville, autrefois symbole du rêve américain, continua à alimenter une scène punk hardcore qui, loin d'être un phénomène isolé, se répandit à travers le Michigan et une partie de l'Ohio.
Au cours des années 1990, les clubs de Détroit continuèrent d'attirer les groupes punk. D'autres styles alternatifs se développèrent, notamment sur le campus de l'université de Detroit, plus progressiste et parfois lié à la culture straight edge.

## Detroit rap
J Dilla, Eminem et Insane Clown Posse sont les représentants les plus emblématiques du Rap de Détroit. Le rap produit de cette ville possède ses caractéristiques propres qui le distinguent du hip-hop West Coast ou new-yorkais. Selon Joseph Bruce, qui est membre des Insane Clown Posse, la scène hip hop de Détroit ne se caractérise pas par des duels de rappeurs attendant d'être repérés par une grande maison de disques, mais par des empires indépendants qui se développent avec succès. L'exemple le plus frappant de cela demeure Reel Life Productions du rappeur local Esham.
En outre, l'on doit à, Esham, Eminem et Insane Clown Posse le développement du rap horrorcore, genre né au Texas avec les Geto Boys. Le horrorcore est une variante du rap hardcore qui intègre des thèmes sombres et violents tels que le suicide, le meurtre et le satanisme, le tout sur des beats maussades, voire terrifiants. Un bon exemple de ce genre est le titre Cleanin' Out My Closet figurant sur l'album The Eminem Show en 2002.
Esham, Insane Clown Posse et Kid Rock furent les premiers rappeurs de la ville à acquérir une notoriété considérable. Eminem, devenu plus tard l'artiste hip hop ayant vendu le plus d'albums, fut découvert par Dr. Dre, qui assura aussi la promotion de D12 et d'Obie Trice.